# Martín de Álzaga (Politiker)

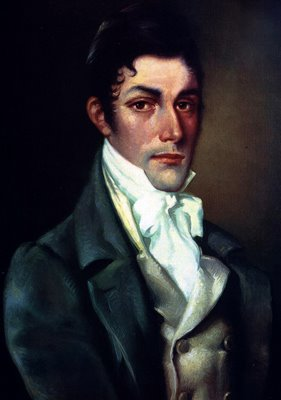
Martín de Álzaga

Martín de Álzaga Olabarria (* 11. November 1755 in Ibarra de Aramayona, Provinz Álava, Spanien; † Juli 1812 in Buenos Aires, Argentinien) war ein spanischer Kaufmann und Politiker zu Zeiten der Unabhängigkeit Argentiniens.

## Leben
Martín de Álzaga kam im Baskenland zur Welt. In jungen Jahren folgte er seinem Onkel Matéo Ramón de Álzaga, einem wohlhabenden Überseehändler, in die Neue Welt. Zunächst sprach er nur baskisch. 1767 trat er in die Dienste des Handelshauses von Gaspar Santa Coloma. Später machte er sich mit dem Handelsunternehmen „Álzaga y Requena“ selbstständig, für das er Niederlassungen in allen bedeutenden Städten Amerikas eröffnete.
1775 heiratete er Magdalena de la Carrera Inda, mit der er drei Söhne und zehn Töchter hatte. Im Handelsgeschäft wurde er sehr wohlhabend und galt als reichster Mann des Vizekönigreiches des Río de la Plata.
Eine Reise nach Spanien im Jahre 1783 weckte in ihm den Drang, sich politisch zu engagieren. 1785 wurde er als defensor de pobres (Vertreter der Armen) in den Cabildo (Stadtrat) von Buenos Aires gewählt. 1790 folgte die Berufung zum Procurador. Er zählte zu den Gründern des Consulado de Comercio, der Handelskammer von Buenos Aires. Die Ernennung zum Alcalde erfolgte im Januar 1795. Im Februar kam es zu Brotknappheit in der Hauptstadt und Álzaga bot dem Stadtrat das erforderliche Geld an, um Brot oder Getreide in Montevideo zu kaufen. Im September 1796 bat er, aus gesundheitlichen Gründen von seinen öffentlichen Ämtern entbunden zu werden.
Erst Anfang Januar 1804 wurde erneut zum Alcalde gewählt. Wegen der napoleonischen Kriege in Europa kam der transatlantische Lederhandel praktisch zum Erliegen. Um seine landwirtschaftlichen Güter intensiver zu bewirtschaften, setzte er afrikanische Sklaven ein.
Seine militärische Karriere begann unverhofft, als die Briten Mitte 1806 unter William Carr Beresford Buenos Aires besetzten und Vizekönig Rafael de Sobremonte nach Córdoba fliehen musste. Álzaga führte gemeinsam mit Cornelio Saavedra Milizeinheiten von Freiwilligen, mit denen es gelang, die Engländer wieder zu vertreiben. In der Folge erklärte der Cabildo Vizekönig Sobremonte für abgesetzt und rief Santiago de Liniers zum neuen Vizekönig aus. Der abgesetzte Sobremonte machte Álzaga wesentlich für diesen Aufstand verantwortlich.
1807 griffen die Briten, die zunächst Montevideo besetzt hatten, erneut Buenos Aires an, wurden aber im Straßenkampf von den einheimischen Milizen unter Álzaga und Saavedra zurückgeschlagen.
Die innenpolitische Lage wurde in den Folgejahren komplexer: Napoleonische Truppen hatten 1808 das Mutterland Spanien besetzt, um Joseph Bonaparte als König an Stelle von Ferdinand VII. durchzusetzen, der sich in französischer Gefangenschaft befand. Königstreue Juntas organisierten den Widerstand in Spanien, und auch in den Kolonien in Südamerika regten sich Bestrebungen, die Regierungsgewalt selbst in die Hand zu nehmen. Vizekönig Santiago de Liniers fehlte es zum einen an Legitimität, da der König handlungsunfähig war, zum anderen wurde er von den spanischen Patrioten wegen seiner Herkunft als potenzieller Verräter und Franzosenfreund angefeindet.
Álzaga trat für die Unabhängigkeit Argentiniens ein; dabei vertrat er die Interessen der Peninsulares, der in Spanien geborenen Oberschicht. Der Cabildo Abierto (die Honoratiorenversammlung) der Hauptstadt setzte Vizekönig Cisneros am 25. Mai 1810 ab und berief eine Regierungsjunta an seiner Stelle, an deren Spitze Cornelio Saavedra stand.
Als Saavedra Ende August 1811 abreiste, um die Armee des Nordens im Unabhängigkeitskrieg gegen die royalistischen Spanier zu führen, nutzten seine politischen Gegner um Mariano Moreno die Gelegenheit, um die Junta abzusetzen; an ihrer Stelle regierte ein erstes Triumvirat die Provinz des Río de la Plata.
Kurz bevor turnusgemäß das Triumvirat im Juli 1812 wechseln sollte, wurde eine Verschwörung spanischer Kräfte entdeckt. Der Finanz- und Kriegsminister Bernardino Rivadavia erhob dabei den Vorwurf, auch Álzaga sei einer der Verschwörer. Martín de Álzaga wurde verhaftet, vor Gericht gestellt, zum Tode verurteilt und erschossen.
Eine nachträgliche Analyse des Verfahrens durch den argentinischen Historiker Enrique de Gandía fand keine Anhaltspunkte für eine Schuld Martín de Álzagas. Für Gandía war der Prozess gegen Álzaga das „größte Verbrechen der argentinischen Geschichte“.